# Gran Premio motociclistico di Stiria 2020
Il Gran Premio motociclistico di Stiria 2020 è stata la sesta prova su quindici del motomondiale 2020 ed è stato disputato il 23 agosto sul Red Bull Ring. Le vittorie nelle tre classi sono andate rispettivamente a: Miguel Oliveira in MotoGP, Marco Bezzecchi in Moto2 e Celestino Vietti in Moto3.
Il pilota portoghese Miguel Oliveira ottiene la sua prima vittoria in MotoGP, Bezzecchi la prima in Moto2, Vietti la prima nel motomondiale.

## MotoGP
La gara è stata interrotta dopo 16 giri a causa di un incidente che ha coinvolto Maverick Viñales. È in seguito stata ripresa su una percorrenza limitata di 12 giri e griglia di partenza basata sul risultato acquisito al momento dell'interruzione. Per il team Tech 3 si tratta della prima vittoria nella classe MotoGP.

### Arrivati al traguardo
| Pos. | Nº | Pilota            | Squadra                     | Motocicletta       | Giri | Tempo     | Griglia | Punti |
| ---- | -- | ----------------- | --------------------------- | ------------------ | ---- | --------- | ------- | ----- |
| 1º   | 88 | Miguel Oliveira   | Red Bull KTM Tech 3         | KTM RC16           | 12   | 16'56.025 | 7º      | 25    |
| 2º   | 43 | Jack Miller       | Pramac Racing               | Ducati Desmosedici | 12   | +0.316    | 4º      | 20    |
| 3º   | 44 | Pol Espargaró     | Red Bull KTM Factory Racing | KTM RC16           | 12   | +0.540    | 1º      | 16    |
| 4º   | 36 | Joan Mir          | Suzuki Ecstar               | Suzuki GSX-RR      | 12   | +0.641    | 3º      | 13    |
| 5º   | 4  | Andrea Dovizioso  | Ducati Team                 | Ducati Desmosedici | 12   | +1.414    | 8º      | 11    |
| 6º   | 42 | Álex Rins         | Suzuki Ecstar               | Suzuki GSX-RR      | 12   | +1.450    | 6º      | 10    |
| 7º   | 30 | Takaaki Nakagami  | LCR Honda Idemitsu          | Honda RC213V       | 12   | +1.874    | 2º      | 9     |
| 8º   | 33 | Brad Binder       | Red Bull KTM Factory Racing | KTM RC16           | 12   | +4.150    | 13º     | 8     |
| 9º   | 46 | Valentino Rossi   | Monster Energy Yamaha       | Yamaha YZR-M1      | 12   | +4.517    | 14º     | 7     |
| 10º  | 27 | Iker Lecuona      | Red Bull KTM Tech 3         | KTM RC16           | 12   | +5.068    | 12º     | 6     |
| 11º  | 9  | Danilo Petrucci   | Ducati Team                 | Ducati Desmosedici | 12   | +5.918    | 11º     | 5     |
| 12º  | 41 | Aleix Espargaró   | Aprilia Racing Team Gresini | Aprilia RS-GP      | 12   | +6.411    | 19º     | 4     |
| 13º  | 20 | Fabio Quartararo  | Petronas Yamaha SRT         | Yamaha YZR-M1      | 12   | +7.406    | 9º      | 3     |
| 14º  | 5  | Johann Zarco      | Esponsorama Racing          | Ducati Desmosedici | 12   | +7.454    | 22º     | 2     |
| 15º  | 21 | Franco Morbidelli | Petronas Yamaha SRT         | Yamaha YZR-M1      | 12   | +10.191   | 10º     | 1     |
| 16º  | 73 | Álex Márquez      | Repsol Honda                | Honda RC213V       | 12   | +10.524   | 16º     |       |
| 17º  | 35 | Cal Crutchlow     | LCR Honda Castrol           | Honda RC213V       | 12   | +11.447   | 17º     |       |
| 18º  | 6  | Stefan Bradl      | Repsol Honda                | Honda RC213V       | 12   | +11.943   | 20º     |       |
| 19º  | 38 | Bradley Smith     | Aprilia Racing Team Gresini | Aprilia RS-GP      | 12   | +12.732   | 18º     |       |
| 20º  | 51 | Michele Pirro     | Pramac Racing               | Ducati Desmosedici | 12   | +14.349   | 15º     |       |
| 21º  | 53 | Esteve Rabat      | Esponsorama Racing          | Ducati Desmosedici | 12   | +14.548   | 21º     |       |

### Ritirato
| Nº | Pilota           | Squadra               | Motocicletta  | Giri | Griglia |
| -- | ---------------- | --------------------- | ------------- | ---- | ------- |
| 12 | Maverick Viñales | Monster Energy Yamaha | Yamaha YZR-M1 | 0    | 5º      |

## Moto2
Jorge Martín viene retrocesso di una posizione per aver oltrepassato i limiti della pista nel corso dell'ultimo giro. La vittoria va dunque a Marco Bezzecchi.

### Arrivati al traguardo
| Pos. | Nº | Pilota                      | Squadra                  | Motocicletta | Giri | Tempo     | Griglia | Punti |
| ---- | -- | --------------------------- | ------------------------ | ------------ | ---- | --------- | ------- | ----- |
| 1º   | 72 | Marco Bezzecchi             | SKY Racing Team VR46     | Kalex        | 25   | 37'12.461 | 5º      | 25    |
| 2º   | 88 | Jorge Martín                | Red Bull KTM Ajo         | Kalex        | 25   | -0.060    | 2º      | 20    |
| 3º   | 87 | Remy Gardner                | Onexox TKKR SAG          | Kalex        | 25   | +1.027    | 6º      | 16    |
| 4º   | 45 | Tetsuta Nagashima           | Red Bull KTM Ajo         | Kalex        | 25   | +1.974    | 3º      | 13    |
| 5º   | 12 | Thomas Lüthi                | Liqui Moly Intact GP     | Kalex        | 25   | +3.230    | 7º      | 11    |
| 6º   | 97 | Xavi Vierge                 | Petronas Sprinta Racing  | Kalex        | 25   | +6.196    | 19º     | 10    |
| 7º   | 10 | Luca Marini                 | SKY Racing Team VR46     | Kalex        | 25   | +8.634    | 12º     | 9     |
| 8º   | 96 | Jake Dixon                  | Petronas Sprinta Racing  | Kalex        | 25   | +9.005    | 13º     | 8     |
| 9º   | 40 | Héctor Garzó                | Flexbox HP 40            | Kalex        | 25   | +9.620    | 8º      | 7     |
| 10º  | 33 | Enea Bastianini             | Italtrans Racing         | Kalex        | 25   | +10.051   | 15º     | 6     |
| 11º  | 23 | Marcel Schrötter            | Liqui Moly Intact GP     | Kalex        | 25   | +10.238   | 21º     | 5     |
| 12º  | 16 | Joe Roberts                 | Tennor American Racing   | Kalex        | 25   | +14.857   | 14º     | 4     |
| 13º  | 11 | Nicolò Bulega               | Federal Oil Gresini      | Kalex        | 25   | +17.968   | 10º     | 3     |
| 14º  | 62 | Stefano Manzi               | MV Agusta Forward Racing | MV Agusta F2 | 25   | +20.956   | 18º     | 2     |
| 15º  | 7  | Lorenzo Baldassarri         | Flexbox HP 40            | Kalex        | 25   | +21.189   | 23º     | 1     |
| 16º  | 42 | Marcos Ramírez              | Tennor American Racing   | Kalex        | 25   | +21.497   | 17º     |       |
| 17º  | 19 | Lorenzo Dalla Porta         | Italtrans Racing         | Kalex        | 25   | +26.471   | 24º     |       |
| 18º  | 21 | Fabio Di Giannantonio       | + EGO Speed Up           | Speed Up     | 25   | +26.952   | 25º     |       |
| 19º  | 57 | Edgar Pons                  | Federal Oil Gresini      | Kalex        | 25   | +29.400   | 20º     |       |
| 20º  | 24 | Simone Corsi                | MV Agusta Forward Racing | MV Agusta F2 | 25   | +30.859   | 27º     |       |
| 21º  | 99 | Kasma Daniel Bin Kasmayudin | Onexox TKKR SAG          | Kalex        | 25   | +43.828   | 30º     |       |
| 22º  | 5  | Alejandro Medina            | Openbank Aspar           | Speed Up     | 25   | +55.353   | 29º     |       |
| 23º  | 27 | Andi Farid Izdihar          | Idemitsu Honda Team Asia | Kalex        | 25   | +1:00.005 | 22º     |       |
| 24º  | 64 | Bo Bendsneyder              | NTS RW Racing GP         | NTS          | 25   | +1:10.576 | 26º     |       |

### Ritirati
| Nº | Pilota             | Squadra                  | Motocicletta | Giri | Griglia |
| -- | ------------------ | ------------------------ | ------------ | ---- | ------- |
| 77 | Dominique Aegerter | NTS RW Racing GP         | NTS          | 19   | 28º     |
| 37 | Augusto Fernández  | EG 0,0 Marc VDS          | Kalex        | 14   | 4º      |
| 35 | Somkiat Chantra    | Idemitsu Honda Team Asia | Kalex        | 2    | 16º     |
| 9  | Jorge Navarro      | + EGO Speed Up           | Speed Up     | 2    | 9º      |
| 44 | Arón Canet         | Openbank Aspar           | Speed Up     | 1    | 1º      |

### Squalificato
| Nº | Pilota    | Squadra         | Motocicletta | Giri | Griglia |
| -- | --------- | --------------- | ------------ | ---- | ------- |
| 22 | Sam Lowes | EG 0,0 Marc VDS | Kalex        | 4    | 11º     |

## Moto3

### Arrivati al traguardo
| Pos. | Nº | Pilota            | Squadra                       | Motocicletta | Giri | Tempo     | Griglia | Punti |
| ---- | -- | ----------------- | ----------------------------- | ------------ | ---- | --------- | ------- | ----- |
| 1º   | 13 | Celestino Vietti  | SKY Racing Team VR46          | KTM          | 23   | 37'10.319 | 5º      | 25    |
| 2º   | 14 | Tony Arbolino     | Rivacold Snipers              | Honda        | 23   | +0,410    | 4º      | 20    |
| 3º   | 79 | Ai Ogura          | Honda Team Asia               | Honda        | 23   | +0,938    | 8º      | 16    |
| 4º   | 2  | Gabriel Rodrigo   | Kömmerling Gresini            | Honda        | 23   | +1,182    | 1º      | 13    |
| 5º   | 75 | Albert Arenas     | Gaviota Aspar                 | KTM          | 23   | +1,380    | 9º      | 11    |
| 6º   | 40 | Darryn Binder     | CIP Green Power               | KTM          | 23   | +1,440    | 10º     | 10    |
| 7º   | 24 | Tatsuki Suzuki    | SIC58 Squadra Corse           | Honda        | 23   | +1,478    | 3º      | 9     |
| 8º   | 25 | Raúl Fernández    | Red Bull KTM Ajo              | KTM          | 23   | +4,265    | 2º      | 8     |
| 9º   | 82 | Stefano Nepa      | Gaviota Aspar                 | KTM          | 23   | +6,937    | 16º     | 7     |
| 10º  | 11 | Sergio García     | Estrella Galicia 0,0          | Honda        | 23   | +8,050    | 13º     | 6     |
| 11º  | 7  | Dennis Foggia     | Leopard Racing                | Honda        | 23   | +10,606   | 7º      | 5     |
| 12º  | 12 | Filip Salač       | Rivacold Snipers              | Honda        | 23   | +10,341   | 12º     | 4     |
| 13º  | 16 | Andrea Migno      | SKY Racing Team VR46          | KTM          | 23   | +14,381   | 22º     | 3     |
| 14º  | 5  | Jaume Masiá       | Leopard Racing                | Honda        | 23   | +14,421   | 18º     | 2     |
| 15º  | 6  | Ryusei Yamanaka   | Estrella Galicia 0,0          | Honda        | 23   | +14,824   | 27º     | 1     |
| 16º  | 23 | Niccolò Antonelli | SIC58 Squadra Corse           | Honda        | 23   | +14,961   | 15º     |       |
| 17º  | 55 | Romano Fenati     | Sterilgarda Max Racing Team   | Husqvarna    | 23   | +16,084   | 21º     |       |
| 18º  | 70 | Barry Baltus      | CarXpert PrüstelGP            | KTM          | 23   | +17,553   | 30º     |       |
| 19º  | 50 | Jason Dupasquier  | CarXpert PrüstelGP            | KTM          | 23   | +17,842   | 25º     |       |
| 20º  | 21 | Alonso López      | Sterilgarda Max Racing Team   | Husqvarna    | 23   | +21,672   | 24º     |       |
| 21º  | 99 | Carlos Tatay      | Reale Avintia                 | KTM          | 23   | +22,446   | 23º     |       |
| 22º  | 92 | Yuki Kunii        | Honda Team Asia               | Honda        | 23   | +23,041   | 28º     |       |
| 23º  | 9  | Davide Pizzoli    | BOE Skull Rider Facile Energy | KTM          | 23   | +27,533   | 26º     |       |
| 24º  | 73 | Maximilian Kofler | CIP Green Power               | KTM          | 23   | +1:05.434 | 29º     |       |

### Non classificato
| Nº | Pilota     | Squadra          | Motocicletta | Giri | Tempo   | Griglia |
| -- | ---------- | ---------------- | ------------ | ---- | ------- | ------- |
| 27 | Kaito Toba | Red Bull KTM Ajo | KTM          | 23   | +46.673 | 17º     |

### Ritirati
| Nº | Pilota         | Squadra                       | Motocicletta | Giri | Griglia |
| -- | -------------- | ----------------------------- | ------------ | ---- | ------- |
| 17 | John McPhee    | Petronas Sprinta Racing       | Honda        | 21   | 6º      |
| 71 | Ayumu Sasaki   | Red Bull KTM Tech 3           | KTM          | 18   | 19º     |
| 53 | Deniz Öncü     | Red Bull KTM Tech 3           | KTM          | 18   | 11º     |
| 52 | Jeremy Alcoba  | Kömmerling Gresini            | Honda        | 13   | 14º     |
| 54 | Riccardo Rossi | BOE Skull Rider Facile Energy | KTM          | 2    | 20º     |